# Buenavista, Cajeme
Buenavista är en ort i Mexiko.   Den ligger i kommunen Cajeme och delstaten Sonora, i den nordvästra delen av landet, 1 400 km nordväst om huvudstaden Mexico City. Buenavista ligger 55 meter över havet och antalet invånare är 438.
Terrängen runt Buenavista är platt västerut, men österut är den kuperad. Runt Buenavista är det ganska tätbefolkat, med 80 invånare per kvadratkilometer. Närmaste större samhälle är Estación Corral, 20,0 km söder om Buenavista. Trakten runt Buenavista består till största delen av jordbruksmark.